# Jdi a dívej se
Jdi a dívej se (rusky: Иди и смотри, běl: Ідзі і глядзі) je  sovětský válečný film ruského režiséra Elema Klimova z roku 1985.
Děj se odehrává v létě roku 1943. Hlavní postava je čtrnáctiletý chlapec Fljora, mladý naivní Bělorus odhodlaný přidat se k partyzánům. Fljora prožívá během druhé světové války mnoho strastí, jež ho tvrdě poznamenají. Na začátku mladičký chlapec plný ideálů prochází po děsivých zážitcích osobnostní proměnou a ztrácí veškeré iluze o válce, do které se nadšeně hlásil.
Film je natáčen chronologicky, což výrazně pomohlo Alexeji Kravčenkovi (Fljora) ke ztotožnění se svým hrdinou. Celková pochmurná a do děje strhující atmosféra příběhu je podpořena výbornou prací kameramana a zvukaře a občas se dostává téměř do dokumentárních poloh. Film je doplněn Mozartovou hudbou. Slova „jdi a dívej se“ (resp. „pojď a dívej se“) jsou ze šesté kapitoly Janova zjevení, kde zaznívají jako pozvání k obhlédnutí zkázy způsobené čtyřmi jezdci Apokalypsy.

## Děj
Film začíná scénou dvou chlapců, kteří překopávají písek hledajíce pušku - vstupenku do partyzánského oddílu. Jeden z chlapců, Fljora, najde pušku SVT-40. Další den sovětští partyzáni přijdou k Fljorovi domů, aby ho vzali s sebou. Partyzánská skupina se připravuje na střet s Němci. Na poslední chvíli partyzánský velitel rozhodne, aby Fljora zůstal v týlu v partyzánském táboře, čímž chlapce zklame. Zde potkává Glašu, děvče, které také zůstalo v týlu. Náhle německá letadla objeví tábor a poté začne bombardování.
Fljora přechodně ztrácí sluch a vrací se s Glašou do své vesnice. Věří, že se jeho rodina ukryla před Němci na ostrůvku v močálech. Glaša si ale všimla hromady těl za jedním z domů. Němci postříleli všechny vesničany. V močálech potkává Fljora mnoho jiných vesničanů, kteří sem utekli před nacisty. Nakonec se dovídá, že jeho rodina nepřežila. V močálech leží muž, který má silně popálené tělo a obličej. Prosí, aby ho někdo zastřelil.
Fljora a tři další partyzáni opouštějí ostrov, aby našli jídlo pro hladové vesničany. Avšak narazí na jednotku Waffen SS nasazenou v protipartyzánských bojích a tzv. Einsatzgruppen. Posuny fronty byly rychlejší než očekávali, navíc nenaleznou předpokládané zásoby jídla. Rozhodnou se ukrást krávu místního vesničana, ta ale padne na poli v palbě během noci dřív než ji Fljora stihne dovést k vesničanům. Jeho společníci jeden po druhém umírají (dva zabila pozemní mina, třetí byl zastřelen) a Fljora tak zůstal opět sám.
Ráno se Fljora vzbudí na poli blízko vesnice a potká jednoho z vesničanů s koňským povozem. Chce použít povoz na odvezení krávy, která se dá zužitkovat na jídlo. V blízkosti zaslechne hluk motorů a německé povely. Nabíjí pušku, ale vesničan ho přiměje zbraň ukrýt a bere jej do vesnice, kde jej vydává za svého. Vesnice je přepadena vojáky Einsatzgruppe. Němci naženou všechny obyvatele do dřevěného kostela. Jeden z německých důstojníků oznámí, že lidé mohou vylézt oknem ven, ale bez dětí. Ty musí zůstat uvnitř. Fljora, neznámá žena a několik dalších lidí vyleze. Jsou biti a ponižováni, ale na rozdíl od ostatních lidí uvnitř přežijí. Zbytek vesničanů uhoří poté, co vojáci dovnitř naházejí granáty, zápalné lahve a začnou do budovy střílet. Fljora společně s několika ostatními přeživšími sleduje hořící peklo. Opilí vojáci mají radost ze své práce a pokračují v rabování a ve vypalování domů ve vesnici plamenomety. Ženu, jenž utelka ze stodoly, zatáhnou vojáci do nákladního vozu, kde ji znásilňují.
Fljora najde a opraví svou pušku, která měla odlomenou část pažby. Krátce nato se setkává s partyzány, kteří zajali několik nacistů zodpovědných za vyvraždění lidí v kostele. Na místo se připotácí duchem nepřítomná žena a po stehnech jí stéká krev. Fljora bere z jednoho německého motocyklu kanystr s benzínem a jde s ním směrem k zajatým vojákům, kteří jsou střeženi houfem partyzánů. Jeden ze zajatců zbaběle zapírá, že je Němec a svaluje vinu na velitele. Velitel se staví do role mírumilovného člověka, který má také rodinu a nikdy by nikomu neublížil. Pouze jeden z důstojníků se nebojí přiznat podíl na napáchaných zvěrstvech. S nenávistí v hlase oznamuje přítomným partyzánům, že jejich národ musí být vyhlazen. Nižší rasy nemají nárok na budoucnost. Všichni zajatí Němci jsou postříleni a partyzáni se chystají k odchodu. Fljora si všimne portrétu Adolfa Hitlera v kaluži vody a začne do něj střílet. Každý interval mezi střelami je proložen montáží ze záběrů proti proudu času: koncentrační tábory, Hitler gratulující mladému příslušníku Hitlerjugend, mítink nacistů ze 30. let 20. století, Hitlerova fotografie z první světové války, Hitlerova fotografie ve škole a nakonec Hitler jako dítě v náručí své matky.
V poslední scéně Fljora dohání partyzány na pochodu za doprovodu Mozartovy skladby Lacrimosa.